# Madonna Oriente
Madonna Oriente, aussi connue sous le nom de Signora Oriente (La Dame de l’Orient) ou La Signora del Gioco (La Dame du Jeu), est une figure religieuse, décrite par deux Italiennes exécutées par l’Inquisition en 1390 pour sorcellerie.

## Historique
Selon deux femmes accusées de «pratique de magie diabolique» (et non de sorcellerie) à Milan, une femme nommée La Dame de l’Orient (Madonne Oriente) aurait pratiqué des actes de magie (notamment des ressuscitations d’animaux) chez des personnes fortunées à Milan en Italie.
Les deux femmes, Sibilla Zanni, épouse de Lombardo de Fraguliati  et Pierina de Bugatis, épouse de Pietro de Bripio,, ont été citées à comparaître devant l’inquisition en 1384 ; lors du procès, leur récit des faits aurait été considéré invraisemblable : par conséquent, elles n’ont été condamnées qu’à une légère pénitence. Elles avouèerent cependant avoir utilisé de la «magie blanche» pour guérir des blessures et soigner l'infertilité, ainsi que pour faire renaître des animaux.
Vers 1390 l'inquisiteur Fra Beltamino da Cernuscullo procède à nouveau à leur interrogatoire dans le cadre d'une enquête. Elle passent aux aveux et affirment faire partie d'un cortège nocturne de Diane et Hérodiade, au cours duquel est donné un banquet pendant  lequel les convives mangent des bœufs puis dépsent les eaux sur les peaux. La Madonne d'Oriente les frapperaient alors d'un bâton pour les faire renaitre. Cette légende présente de forte ressemblance avec la mythologie de Thor,.
Les deux femmes furent cette fois-ci accusées de s'être livrée à des activités magiques «diaboliques » et de pacte avec le diable durant leurs équipées nocturnes et écopèrent alors de la peine capitale.
Bien que les preuves de l’existence de ce groupe fassent défaut, le témoignage des deux femmes ressemble de façon troublante à ceux décrivant d’autres groupes d’Italie et d’autres pays d’Europe, comme les disciples de Richella et de « Sibilia la Sage » dans le Nord de l’Italie du XVe siècle, les Benandati italiens des XVIe et XVIe siècles, les Armièrs des Pyrénées, les Călușari roumains, des Loups-garous de Livonie, les kresniks de Dalmatie, les táltos hongrois, ou encore les burkudzauta du Caucase. Ces thèmes récurrents et répandus ont été identifiés comme faisant partie d’une mythologie venue d’Eurasie. La mythologie dont s’inspirent ces groupes fait l’objet de discussions parmi les adeptes de la sorcellerie moderne et du Néo-paganisme. Cette figure religieuse est nommée différemment selon les lieux et les époques : Perchtha, ou Holda du côté germanique, mais dans le discours érudit elle prend le nom de Diane ou Herodiate, voir Satia ou Abuntia pour les évocations de leurs pouvoirs allégués sur la fertilité.
Carlo Ginzburg argue que le nom Madonna Oriente provient de l'expression latine Domina Oriens, qui désigne la Lune en tant que déesse,.